# Polyalthia stenophylla
Polyalthia stenophylla är en kirimojaväxtart som beskrevs av Ian Mark Turner. Polyalthia stenophylla ingår i släktet Polyalthia och familjen kirimojaväxter. Inga underarter finns listade i Catalogue of Life.